# Protaetia andamanarum
Protaetia andamanarum är en skalbaggsart som beskrevs av Oliver Erichson Janson 1877. Protaetia andamanarum ingår i släktet Protaetia och familjen Cetoniidae. Inga underarter finns listade i Catalogue of Life.